# Tamar Bridge
De Tamar Bridge is een belangrijke brug in het Verenigd Koninkrijk over de rivier Tamar tussen de graafschappen Cornwall en Devon. De brug is geopend in 1961 en was destijds de langste hangbrug van het Verenigd Koninkrijk. In 2003 was de Tamar Bridge de eerste brug ter wereld die verbreed werd (van 3 naar 5 rijstroken) met behulp van cantilevers. De 5 banen waar de brug uit bestaat zijn: drie banen voor de A38 (Devon Expressway) (2x1 + 1 wisselstrook), 1 baan voor lokaal verkeer van west naar oost en één baan voor voetgangers en fietsers. Daarvoor werden de 3 banen van de A38 voor al het verkeer gebruikt. 
In juli 1959 werd begonnen met de bouw van de brug over de rivier Tamar. De toentertijd meest zuidelijk gelegen brug lag in het dorpje Gunnislake (16 kilometer ten noorden van Plymouth). Dit leverde veel problemen op vanwege de lange reistijd en de veel te smalle 17-eeuwse brug. Mede daarom maakte men tussen Saltash en Plymouth voornamelijk gebruik van veerponten. Over de brug rijden tegenwoordig ongeveer 40.000 voertuigen per dag waarvan alleen de voertuigen van Cornwall naar Devon een tol moeten betalen van £1,50 (circa €1,90). Motorrijders hoeven geen tol te betalen.
Ten zuiden van de Tamarbrug ligt de Royal Albert Bridge, een spoorbrug geopend in 1859 en gebouwd door ingenieur Isambard Kingdom Brunel. Deze brug wordt gezien als een van de grootste technische wonderen van die tijd.
Vanaf beide bruggen heeft men een mooi uitzicht over de rivier Tamar en het estuarium van deze rivier. Dit gebied is dan ook een Area of Outstanding Natural Beauty.

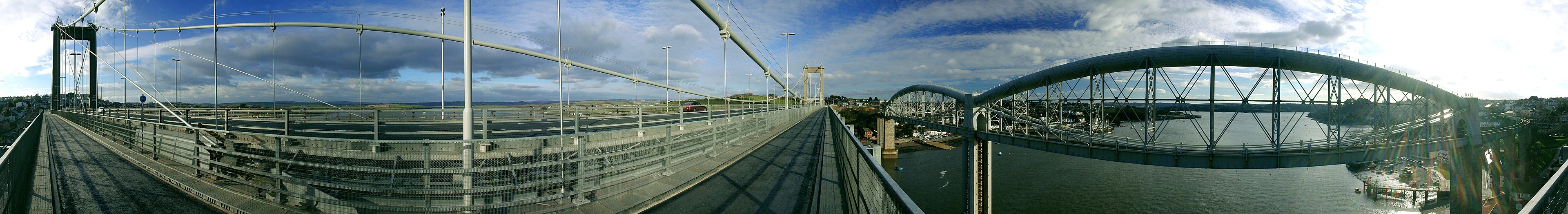
Panorama van de Tamar Bridge en de Royal Albert Bridge